# A flag is born
A Flag is Born är en teaterpjäs skriven av författaren och filmproducenten Ben Hecht med musik av Kurt Weill. Den hade premiär den 5 september 1946. 
Handlingen utspelas på en kyrkogård som tjänar som en metafor för Europa. Pjäsen har tre huvudpersoner: Tevye och Zelda, äldre överlevare från Treblinka, och David, en ung man som flytt från ett koncentrationsläger, en roll som blev den unge Marlon Brandos genombrott. 
Pjäsen gick för fulla hus i tio veckor i New York i hundratjugo föreställningar och gick sedan på turné i sex större amerikanska städer och kom att få en inverkan på amerikansk opinion och på beredvilligheten att stödja det sionistiska projektet både politiskt och ekonomiskt.